# 3516 Rusheva
3516 Rusheva (1982 UH7) là một tiểu hành tinh vành đai chính được phát hiện ngày 21 tháng 10 năm 1982 bởi L. G. Karachkina ở Nauchnyj.